# Pacific Highway

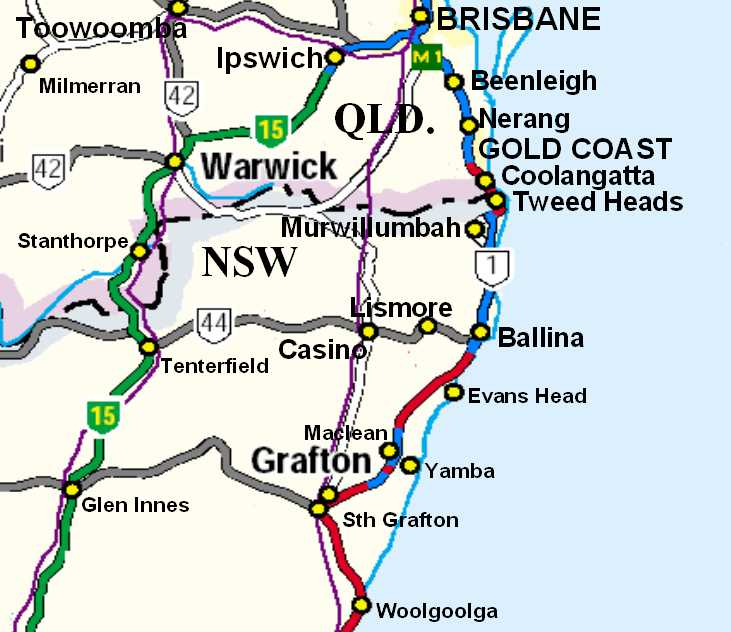
La Pacific Highway entre Brisbane et Grafton (en rouge, les portions routières, en bleu les portions autoroutières).

La Pacific Highway est un important axe routier dans l'est de l'Australie et fait partie de la Highway 1 (en).

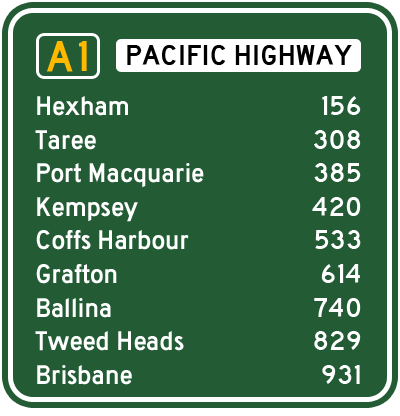
Les principales villes longeant la Pacific Highway à partir de Sydney.

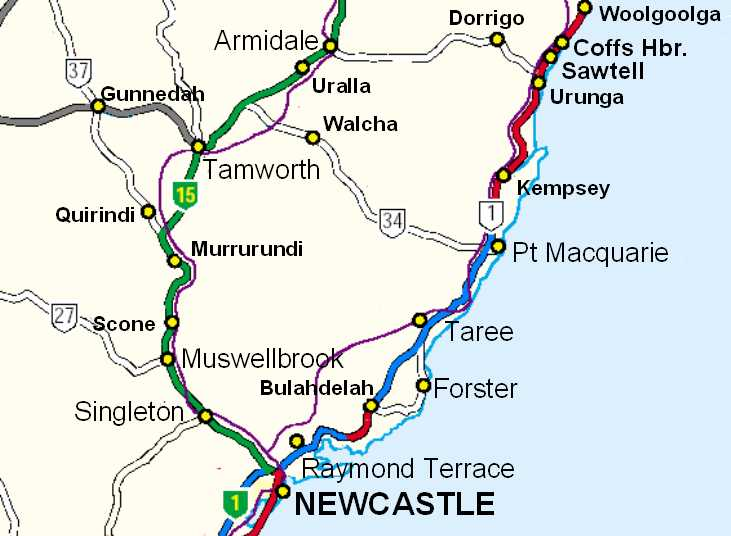
La Pacific Highway entre Woolgoolga et Newcastle (en rouge, les portions routières, en bleu les portions autoroutières). Plus au sud, la route devient la Newcastle-Sydney Freeway.

Longue de 1 025 km, elle relie Sydney, la capitale de la Nouvelle-Galles du Sud, à Brisbane, la capitale du Queensland, en longeant la côte en passant par Gosford, Newcastle, Taree, Port Macquarie, Kempsey, Coffs Harbour, Grafton, Ballina et la Gold Coast. Elle est connue pour sa dangerosité. Aujourd'hui, seulement 40 % (250 km) est de type autoroutier et 10 % (78 km) sont en cours d'aménagement.

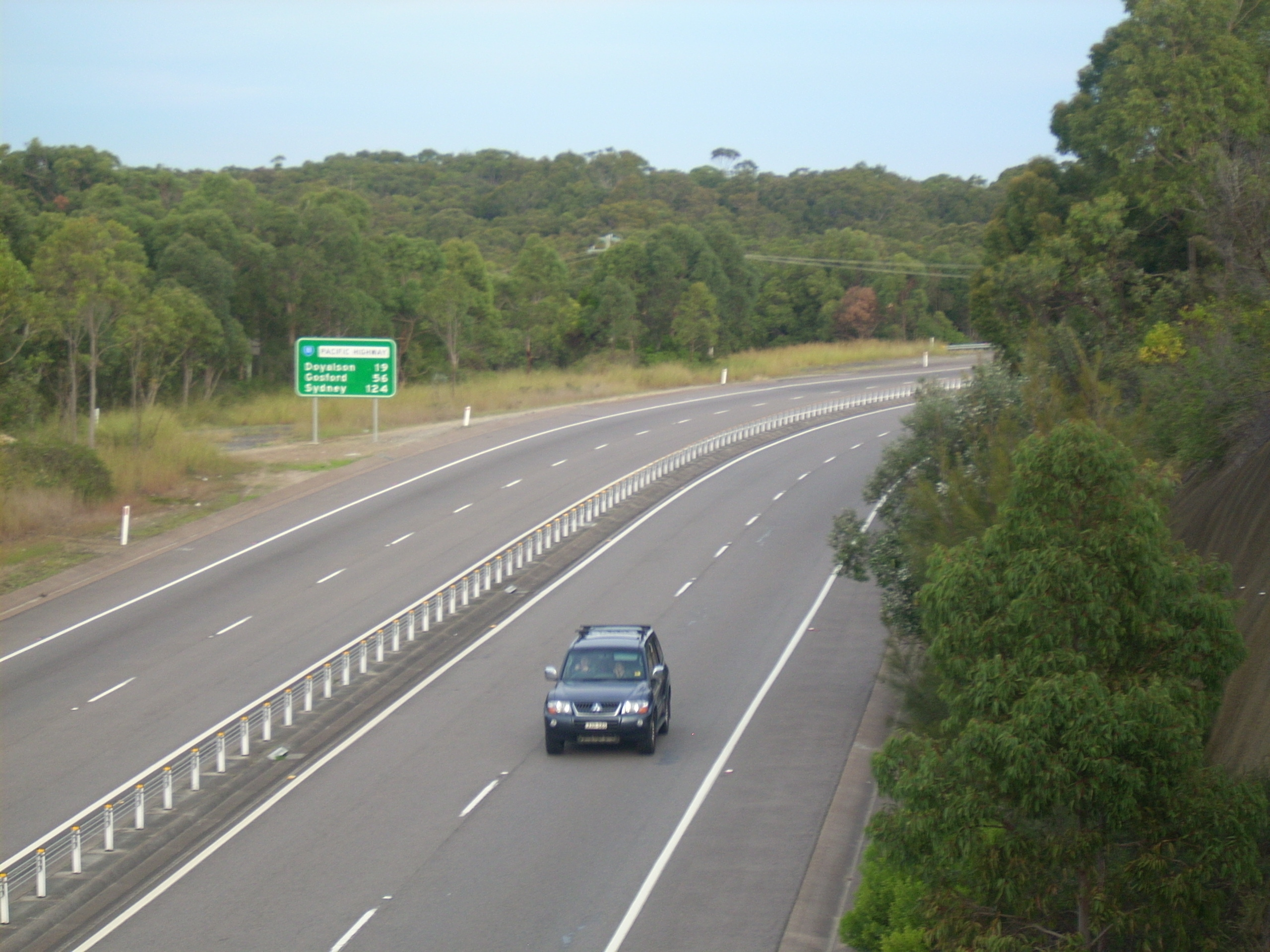
Vue depuis la piste de la péninsule de Wallarah.

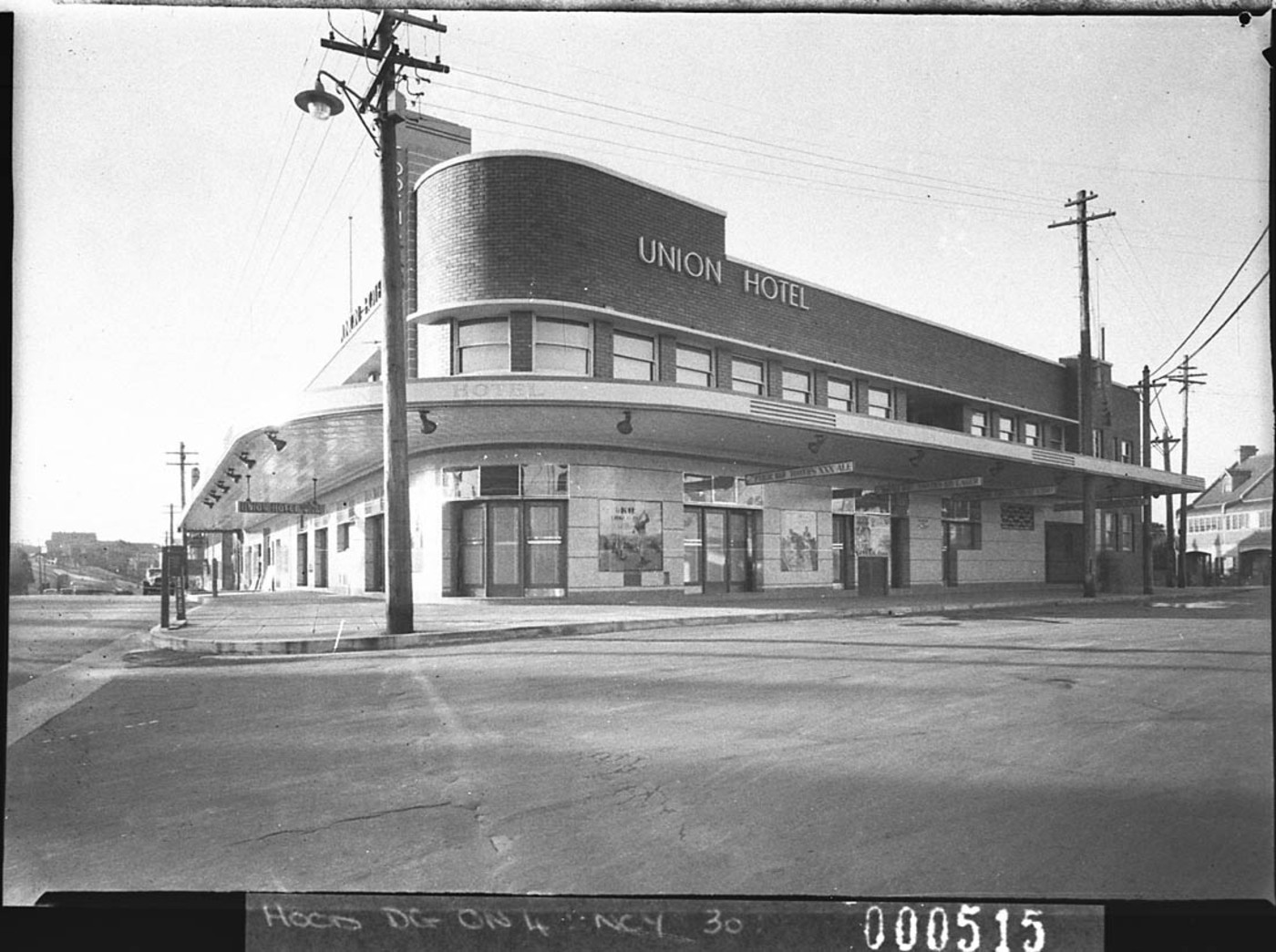
Le long de la Pacific Highway, une construction de 1933, Sam Hood.